# ウィルスパニック2006夏〜街は感染した〜
『ウィルスパニック2006夏〜街は感染した〜』（ウィルスパニック2006なつ まちはかんせんした）は、2006年6月27日に日本テレビ系列の2時間ドラマ枠「ドラマ・コンプレックス」にて放映された単発ドラマ。
原作は篠田節子の『夏の災厄』（なつのさいやく）であり、バイオハザードを題材にした小説である。
東京近郊にある架空のベッドタウン「昭川市」を舞台に、発生した謎の伝染病に立ち向かう看護師の活躍を描く。ドラマ内では、伝染病の描写以上に、噂に惑わされる人々の行動心理がリアルに描かれている。
アモス共和国という架空の島国が劇中で登場する。

## キャスト
- 堂元房代（昭川市保健センター看護師） - りょう
- 辰巳秋水（関東医科大学感染症科教授） - 内藤剛志
- 小西誠（昭川市保健センター職員） - 八嶋智人
- 永井恭子（昭川市保健センター係長） - 麻木久仁子
- 鵜川日出臣（昭川市休祝日夜間診療所医師） - 益岡徹
- 安藤直子（窪山地区住民） - 浅香唯
- 佐藤医師（関東医科大学感染症科医師） - みのすけ
- コミュニティFM局DJ - 赤坂泰彦
- 情報番組の司会者 - 羽鳥慎一
- 情報番組の司会者 - 西尾由佳理
- 伊藤（昭川市保健センター長） - 春海四方
- 勝俣（昭川市予防課長） - 小林隆
- 飯野（埼玉県感染症対策室課長） - 山田明郷
- 中村和子（昭川市保健センター看護師） - 角替和枝

## スタッフ
- 原作 - 篠田節子「夏の災厄」（文春文庫）
- 脚本 - 宇山圭子
- 監督 - 下村優
- プロデューサー - 佐藤敦、大野哲哉、木川康利、川村庄子
- オープニングテーマ曲 - 布袋寅泰「フェニックス」（東芝EMI）
- 主題歌 - ゴスペラッツ「リンダ」
- 企画協力 - 文藝春秋
- ロケ協力 - 飯能市、駿河台大学、飯能地区医師会ほか
- 協力 - 東京医科大学霞ヶ浦病院
- フィリピンロケディレクター - 大宮克之
  - ロケコーディネイト - ウインズインターナショナル
- 技術協力 - 映広
- 制作協力 - アミティエ
- 製作著作 - 日本テレビ